# 秀峰街道 (长沙市)
秀峰街道是中华人民共和国湖南省长沙市开福区下辖的一个街道。

## 沿革
秀峰街道原属于新港镇的一部分，2013年新港镇撤销后，南部为秀峰街道，北部为新港街道，原新港镇人民政府大楼成为新的秀峰街道办事处驻地。

## 位置
秀峰街道地处开福区金霞片区，东临青竹湖镇太阳山，南至捞刀河，西滨湘江，北靠三环线。辖区面积21.5平方公里，下属4个社区和5个村（宿龙桥社区、戴家河社区、兴联社区、大塘基社区、竹隐村、大塘村、荷叶村、湘粤村、鹅羊山村）。

## 行政区划
秀峰街道下辖以下村级行政区划单位：
宿龙桥社区、兴联社区、戴家河社区、新大塘社区、湘民社区、鹅羊山社区、竹隐社区、湘荷村。